# 中ノ沢 (札幌市)
中ノ沢（なかのさわ）は北海道札幌市南区の地名。条は設定されず、1丁目から7丁目までが置かれている。

## 地理
川沿、南沢、北ノ沢、硬石山とともに藻岩地区を構成する。藻岩地区の北西部に位置し、豊平川支流の中の沢川流域の坂の多い場所にある。川沿地区より一段高い丘陵地帯となっており、南沢と山つづきになっている。中ノ沢川の上流には八垂別の滝がある。

## 住所
| 町丁               | 郵便番号 |
| ------------------ | -------- |
| 中ノ沢1丁目～7丁目 | 005-0831 |
| 中ノ沢○番地        | 005-0831 |

## 歴史
1941年札幌市に編入された際五号の沢から中ノ沢（なかのさわ）に改称された。
1980年代後半までは農業・畜産業が盛んで、住宅も殆どなく、バスの本数も1日3往復程度であったが、1990年に南沢地区とを結ぶ道路が開通したのをきっかけに急速に宅地開発が進み、住居表示も行われた。「中の沢」と表記されることも多い。

### 沿革
- 1892年 - 富山県から瀬川忠次郎が入植。
- 1941年 - 札幌郡円山町が札幌市に編入される。同時に大字八垂別字五号の沢を「中ノ沢」と改称。

## 交通
- じょうてつバス

## 施設
- 中の沢団地
- 本行寺
- 中ノ沢神社